# Henry Holgate Watson
Pour les articles homonymes, voir Henry Watson et Watson.
Henry Holgate Watson (25 décembre 1867–19 janvier 1949,) est un homme politique canadien de la Colombie-Britannique. Il est député provincial conservateur de la circonscription britanno-colombienne de Vancouver City de 1909 à 1916.

## Biographie
Né à Milton en Ontario, Watson étudie sur place et au Upper Canada College.
Watson meurt à Vancouver en janvier 1949 à l'âge de 81 ans.